# Satoshi Yagisawa
Satoshi Yagisawa (Japans: 八木澤 教司, Yagisawa Satoshi) (Kitakami, 3 april 1975) is een Japans componist.

## Levensloop
Yagisawa studeerde aan de Musashino Academia Musicae en gradueerde aldaar. Hij voltooide zijn studies met de titel Master of Music. Daarna was hij twee jaar in muziekresearch werkzaam. Tot zijn leraren behoorden voor compositie Kenjiro Urata, Hitoshi Tanaka en Hidehiko Hagiwara, voor trompet Takeji Sekine en voor HaFa-directie Masato Sato.
Zijn oeuvre is variatierijk en bevat orkestmuziek, kamermuziek, koormuziek en muziek voor traditionele Japanse instrumenten. Zijn werken voor harmonieorkesten zijn in een dramatische toonspraak gehouden, die hun korte beschrijving meestal in hun titel offreren. Voor de 12e conferentie van de World Association for Symphonic Bands and Ensembles (W.A.S.B.E.) in 2005 in Singapore schreef hij werken.
Hij is een veelgevraagd jurylid bij wedstrijden, en eveneens een graag gezien gastdirigent bij talrijke orkesten. Ook werkt hij als auteur van artikelen in vakbladen ("The Flute", "The Clarinet", "The Sax"). Hij arrangeerde onder andere in het jaar 2003 het thema van de muziek (Music for planting and sowing by the Emperor and Empress of Japan) voor de 54th National Arbor Day in de Prefectuur Chiba.

## Compositie

### Werken voor harmonieorkest
- 1995 Celebres Overture
- 1996 Dimelentas
- 2000 Dimelentas II
- 2001 March-Bou-Shu
- 2001 The Lyric for Wind Orchestra "Appeals of autumnel winds"
- 2001 Waves to nowhere
- 2002 Prelude - uit het musical "Ichikawa - Midsummer Night's Dream"
- 2002 Selection - uit het musical "Ichikawa - Midsummer Night's Dream "
- 2002 "Soaring over the Ridges" ‾ the Impression of the North Alps[1]
- 2003 A Tone poem for Wind Orchestra  "And then the Ocean Glows"
- 2003 Flamboyant ― Red Flames on the ground
- 2003 Lemuria - The Lost Continent
  1. The Paradise of Greenery "Lemuria"
  2. Praising the Universe - The Fortress in the Drizzle
  3. The Civilization Going Down - The Peace to be handed down
- 2003 Per-Sonare
- 2003 Poem for Wind Orchestra "Hymn to the infinite sky", symfonisch gedicht voor harmonieorkest[2]
- 2003 Trumpet Concerto
- 2003-2006 "The West Symphony", voor harmonieorkest
  1. The Blue Wolf on the Plateau (2003)
  2. Wahlstatt (2004)
  3. The Lost Capital (2005)
  4. Sunset below the horizon, flaming red (2006)
- 2004 After the time we had - Homage to our alma mater
- 2004 A Ballade for Wind Orchestra "The Angel's flight"
- 2004 Fanfare - Young Pheasants in the Sky
- 2004 Moai ― the Seven Giant Statues Gazing at the Sun
- 2004 The Scene of the Homeland - on theme by Edvard Grieg
- 2004 Machu Picchu: City in the Sky  - The mystery of the hidden Sun Temple, voor harmonieorkest[3]
- 2005 Nazca Lines - The Universe Drawn on the Earth
- 2005 Fanfare "Music City"'
- 2005 The Living Cherish the Deceased - Eternal Embrace of the Radiant Souls
- 2005 Cavetowns "Cappadocia" ― Strangely shaped rocks where elves dwell
- 2005 Hymn to the Sun - With the Beat of Mother Earth [4]
- 2005 The Valley inhabited by Korpokkur Fairy "KAMUYKOTAN (Aynu God's Place)"
- 2005 Las Bolas Grandes - The mystery of ancient stone spheres modeled on planets
- 2005 A Poem of Spring - story of the windy hill
- 2005 Prelude to a Commemoration "Green Wind Heading for the Future"
- 2005 PERSEUS - A Hero's Quest in the Heavens[5]
- 2006 A Folktale - A Dog With Marvelous Power
- 2006 Ancient City of Petra - a rosy engraving asleep in desert
- 2006 Let's have hope for a tomorrow, voor gemengd koor en harmonieorkest
- 2006 Metamorphose de Narcisse ― An Artwork of Salvador Dali
- 2006 Pater Noster 2 for Wind Ensemble
- 2006 Prince Shotoku's Globe - A memory sealed in the Ikaruga Temple
- 2006 Sinfonia
- 2006 The Ascending Dragon - Get over it!
- 2006 The Mystical Flower - An Artwork of Gustave Moreau
- 2006 The Ring of Brodger - The Stage of an Ancient Ritual
- 2006 The Spring Sketches
- 2006 We Are Seeds of Wonder!
- 2008 Blue Outer Space - Droplet Of Life
- 2008 Vocalise
- 2008 White passport to Heaven
- 2009 Christmas Fantasia
- 2009 Festival of acharanata
- 2009 March - The Memory of our Native Place
- 2009 The bells of Sagrada Familia - An everlasting will of Antoni Gaudí[6]
- 2010 Fanfare - The Benefaction from Sky and Mother Earth
- 2010 Largo for Symphonic Band
- 2010 Summer Camaraderie - Cherished by the KEYAKI Spirit
- 2010 Vase with Fifteen Sunflowers - An Artwork of Vincent van Gogh
- Be great like "Mt.Taishan", Twinkle like "The Big Dipper!"
- Cantilena
- Ephemeral Dream of Prosperity
- Fanfare Mi-Chi-Bi-Ki
- Hitaka - The History Of Mother Kitakami River
- La promenade, La femme a l'ombrelle - An Artworks of Claude Monet
- March Willing and Able[7]
- Marimba Concerto, voor marimba solo en harmonieorkest
- "Morning of Keith Haring" And the Darkness was filled of Happiness[8]
- Moses and Ramses[9]
- Under The Earth, Under The Sky [10]
- Primavera - Beautiful Mountain Winds
- Serenade
- Symphonic Episode I[11]
- The Dance in the Heat Haza, voor saxofoonkwartet en harmonieorkest
- To Be Vivid Stars

### Muziektheater

#### Musical
| Voltooid in | Titel                              | Uitvoeringen | Première | Libretto | Verdere liedteksten | Choreografie |
| ----------- | ---------------------------------- | ------------ | -------- | -------- | ------------------- | ------------ |
|             | Ichikawa - Midsummer Night's Dream |              |          |          |                     |              |

### Koormuziek
- The Nightview of Lonesome

### Kamermuziek
- 2001 Intrada for brass octet (trompet 1, trompet 2, trompet 3, hoorn, trombone 1(ook: eufonium), trombone 2, trombone 3, tuba)
- 2002 Capriccio for Clarinet Octet (Es klarinet, 4 Bes klarinetten, alt-klarinet, basklarinet, contrabasklarinet)
- 2003 Rhapsody for Euphonium Tuba Quartet (eufonium 1, eufonium 2, tuba 1, tuba 2)
- 2004 Fioritura, voor fluitkwartet[12]
- Aisu one triple, voor fluittrio 
  1. I fore and Su Ro
  2. Vanilla (with chocolate)
  3. Tea Ah!
- Coloratura, voor fluitkwartet
- Capricious Winds, voor fluitkwartet (4 dwarsfluiten, ook: piccolo en altfluit)[13]
- Divertimento, voor fluitsextet (2 piccolo's, 4 dwarsfluiten, altfluit en basfluit)
- Esmeralda, voor eufonium/tuba kwartet[14]

## Media
1. ↑  "Soaring over the Ridges" ‾ the Impression of the North Alps door "Inagakuen High School Symphonic Band"
2. ↑  Poem for Wind Orchestra "Hymn to the Infinite Sky" door SHOBI Wind Orchestra
3. ↑  Machu Picchu: City in the Sky  - The mystery of the hidden Sun Temple door de "Penn High School Symphonic Band", Mishawaka (Indiana) o.l.v. G. Keith Rudolph tijdens de Midwest Clinic - International Band and Orchestra Conference 2008
4. ↑  Hymn to the Sun - With the Beat of Mother Earth door Inagakuen High School Symphonic Band
5. ↑  PERSEUS (ペルセウス) - A Hero's Quest in the Heavens door het "Tamkang University Wind Orchestra" (Taiwan)
6. ↑  The bells of Sagrada Familia"－An everlasting will of Antoni Gaudi
7. ↑  March Willing and Able
8. ↑  "Morning of Keith Haring" And the Darkness was filled of Happiness door "Taiwan Republic of China Air Force Band"
9. ↑  Moses and Ramses
10. ↑  Under The Earth, Under The Sky
11. ↑  Symphonic Episode I
12. ↑  Fioritura door het "Flute Ensemble The Solid Silvers" bestaande uit Masahide Kurita (1e fluit), Akihiko Torinomi (2e fluit), Tomomi Matsuzaka (3e fluit), Junko Kinami (4e fluit)
13. ↑  Capricious Winds door het "Flute Ensemble The Solid Silvers" bestaande uit Masahide Kurita (1e fluit & piccolo), Akihiko Torinomi (2e fluit), Tomomi Matsuzaka (3e fluit), Junko Kinami (4e fluit & altfluit)
14. ↑  Esmeralda

- CiNii: DA16678809
- Gemeinsame Normdatei: 1064897932
- International Standard Name Identifier: 0000 0003 8674 5283
- Library of Congress Control Number: no2013112421
- MusicBrainz: 433c0237-37a6-4ef4-83c5-52764bff96a6
- Bibliotheek van het Japanse parlement: 001097318
- Nederlandse Thesaurus van Auteursnamen: 303827084
- Réseau des bibliothèques de Suisse occidentale: 02-A027124028
- Système universitaire de documentation: 244133816
- Virtual International Authority File: 248149066347965600397